# Homecoming (2021)
Pour les articles homonymes, voir Homecoming.
Homecoming (2021) est un évènement de catch professionnel produit par la fédération américaine Impact Wrestling. Il se déroula le 31 juillet 2021 au Skyway Studios à Nashville, Tennessee. Il s'agit du deuxième évènement de la chronologie des Homecoming. Il fut diffusé exclusivement sur Impact Plus.

## Contexte
Cet événement de catch professionnel présente différents matchs impliquant des catcheurs heel (méchant) et face (gentil), ils combattent sous un script écrit à l'avance

### Homecoming Tournament
|  | Quarts de finale                    | Quarts de finale                    | Quarts de finale                 | Quarts de finale           |                                     |                                     | Demi-finales | Demi-finales | Demi-finales | Demi-finales |  |  | Finale | Finale | Finale | Finale |
|  |                                     |                                     |                                  |                            |                                     |                                     |              |              |              |              |  |  |        |        |        |        |
|  |                                     |                                     |                                  |                            |                                     |                                     |              |              |              |              |  |  |        |        |        |        |
|  |                                     |                                     |                                  |                            |                                     |                                     |              |              |              |              |  |  |        |        |        |        |
|  | Deonna Purrazzo et Matthew Rehwoldt | Deonna Purrazzo et Matthew Rehwoldt | Tombé                            | Tombé                      |                                     |                                     |              |              |              |              |  |  |        |        |        |        |
|  | Deonna Purrazzo et Matthew Rehwoldt | Deonna Purrazzo et Matthew Rehwoldt | Tombé                            | Tombé                      |                                     |                                     |              |              |              |              |  |  |        |        |        |        |
|  | Alisha et Hernandez                 |                                     |                                  |                            |                                     |                                     |              |              |              |              |  |  |        |        |        |        |
|  | Deonna Purrazzo et Matthew Rehwoldt | Deonna Purrazzo et Matthew Rehwoldt | Tombé                            | Tombé                      |                                     |                                     |              |              |              |              |  |  |        |        |        |        |
|  | Deonna Purrazzo et Matthew Rehwoldt | Deonna Purrazzo et Matthew Rehwoldt | Tombé                            | Tombé                      |                                     |                                     |              |              |              |              |  |  |        |        |        |        |
|  |                                     |                                     | Chelsea Green et Matt Cardona    |                            |                                     |                                     |              |              |              |              |  |  |        |        |        |        |
|  | Jordynne Grace et Petey Williams    |                                     |                                  |                            |                                     |                                     |              |              |              |              |  |  |        |        |        |        |
|  |                                     |                                     |                                  |                            |                                     |                                     |              |              |              |              |  |  |        |        |        |        |
|  | Chelsea Green et Matt Cardona       | Chelsea Green et Matt Cardona       | Tombé                            | Tombé                      |                                     |                                     |              |              |              |              |  |  |        |        |        |        |
|  | Chelsea Green et Matt Cardona       | Chelsea Green et Matt Cardona       | Tombé                            | Tombé                      | Deonna Purrazzo et Matthew Rehwoldt | Deonna Purrazzo et Matthew Rehwoldt | Tombé        | Tombé        |              |              |  |  |        |        |        |        |
|  |                                     |                                     |                                  |                            | Deonna Purrazzo et Matthew Rehwoldt | Deonna Purrazzo et Matthew Rehwoldt | Tombé        | Tombé        |              |              |  |  |        |        |        |        |
|  |                                     |                                     | Decay (Crazzy Steve et Rosemary) |                            |                                     |                                     |              |              |              |              |  |  |        |        |        |        |
|  | Rachael Ellering et Tommy Dreamer   | Rachael Ellering et Tommy Dreamer   | Tombé                            | Tombé                      |                                     |                                     |              |              |              |              |  |  |        |        |        |        |
|  | Rachael Ellering et Tommy Dreamer   | Rachael Ellering et Tommy Dreamer   | Tombé                            | Tombé                      |                                     |                                     |              |              |              |              |  |  |        |        |        |        |
|  | Brian Myers et Missy Hyatt          |                                     |                                  |                            |                                     |                                     |              |              |              |              |  |  |        |        |        |        |
|  | Rachael Ellering et Tommy Dreamer   |                                     |                                  |                            |                                     |                                     |              |              |              |              |  |  |        |        |        |        |
|  |                                     |                                     |                                  |                            |                                     |                                     |              |              |              |              |  |  |        |        |        |        |
|  |                                     |                                     | (Crazzy Steve et Rosemary)       | (Crazzy Steve et Rosemary) | Tombé                               | Tombé                               |              |              |              |              |  |  |        |        |        |        |
|  | Fallah Bahh et Tasha Steelz         |                                     | (Crazzy Steve et Rosemary)       | (Crazzy Steve et Rosemary) | Tombé                               | Tombé                               |              |              |              |              |  |  |        |        |        |        |
|  |                                     |                                     |                                  |                            |                                     |                                     |              |              |              |              |  |  |        |        |        |        |
|  | Decay (Crazzy Steve et Rosemary)    | Decay (Crazzy Steve et Rosemary)    | Tombé                            | Tombé                      |                                     |                                     |              |              |              |              |  |  |        |        |        |        |
|  | Decay (Crazzy Steve et Rosemary)    | Decay (Crazzy Steve et Rosemary)    | Tombé                            | Tombé                      |                                     |                                     |              |              |              |              |  |  |        |        |        |        |
|  |                                     |                                     |                                  |                            |                                     |                                     |              |              |              |              |  |  |        |        |        |        |

## Tableau des matches
| Ordre par numéros | Match*                                                                           | Stipulation(s)                                    |
| --- | -------------------------------------------------------------------------------- | ------------------------------------------------- |
| 1 | Deonna Purrazzo et Matthew Rehwoldt battent Alisha et Hernandez                  | 1er tour du Homecoming King & Queen Tournament    |
| 2 | Chelsea Green et Matt Cardona battent Jordynne Grace et Petey Williams           | 1er tour du Homecoming King & Queen Tournament    |
| 3 | Rachael Ellering et Tommy Dreamer battent Brian Myers et Missy Hyatt             | 1er tour du Homecoming King & Queen Tournament    |
| 4 | Decay (Crazzy Steve et Rosemary) battent Fallah Bahh et Tasha Steelz             | 1er tour du Homecoming King & Queen Tournament    |
| 5 | Deaner (avec Eric Young, Joe Doering et Rhino) bat Willie Mack (avec Rich Swann) | singles match                                     |
| 6 | Deonna Purrazzo et Matthew Rehwoldt battent Chelsea Green et Matt Cardona        | 2ème tour du Homecoming King & Queen Tournament   |
| 7 | Decay (Crazzy Steve et Rosemary) battent Rachael Ellering et Tommy Dreamer       | 2ème tour du Homecoming King & Queen Tournament   |
| 8 | Josh Alexander (c) bat Black Taurus (avec Havok                                  | singles match pour Impact X Division Championship |
| 9 | Deonna Purrazzo et Matthew Rehwoldt battent Decay (Crazzy Steve et Rosemary)     | Final du Homecoming King & Queen Tournament       |
| 10 | Eddie Edwards bat W. Morrissey                                                   | Hardcore match                                    |
| La lettre C placée entre parenthèses désigne la personne ou l’équipe championne en titre. * La carte peut être changée |                                                                                  |                                                   |